# الديناصور جيرتي
الديناصور جيرتي (بالإنجليزية: Gertie the Dinosaur) هو فيلم رسوم متحركة قصير من إنتاج عام 1914 ومن عمل رسام الكاريكاتير والرسوم المتحركة وينسر ماكاي. ويُعد أول فيلم رسوم متحركة يحتوي على ديناصور. استخدم ماكاي هذا العمل في بادئ الأمركفيلم يقدم أمام الجماهير الحية التفاعلية كجزء من الاستعراض المسرحي فودفيل. جيرتي  المرح والطفولي يقوم بعمل الحيل مأمورةً من سيدها. مرؤوس ماكاي والذي يدعى  ويليام راندولف هيرست في وقت لاحق قام بتقليص أنشطة ماكي الاستعراضية المسرحية، فقام ماكاي بإضافة سلسة فلمية تمهيدية مصورة للفيلم القصير عند عرضه المسرحي. تخلى ماكاي عن إكمال الجزء المتمم من سلسلة جيرتي، «جيرتي في جولة» (حوالي عام 1921)، بعد إنتاج دقيقة تقريباً من اللقطات له.
يعرف غيرتي شعبياً بأنه أقدم فيلم رسوم متحركة، على الرغم من تقديم ماكاي لأعمال متحركة في وقت سابق مثل «ليتل نيمو» (عام 1911) وعمل «كيف يعمل البعوض» (عام 1912). كما جرب كل من الأمريكي ج. ستيوارت بلاكتون والفرنسي إميل كوهل الرسوم المتحركة حتى قبل ذلك؛ ولكن جيرتي وبكونه لديه شخصية جذابة لها قابلية هو ما ميز هذا الفلم عن سابقه من الأعمال المعروفة بـ«أفلام الحيلة». كان «جيرتي» أول فيلم يستخدم تقنيات رسوم متحركة مثل الإطارات مفتاحيةو علامات التسجيل، ورقة التتبع، معاين الميوتوسكوب للحركة، حلقات الرسوم المتحركة التكرارية. أثر هذا العمل في الجيل القادم من الرسوم المتحركة من أمثال أخوة فليشر، أوتو مسمر، بول تيري، والت ديزني. حاول جون راندولف براي ولكن دون جدوى تسجيل العديد من براءات الاختراع من تقنيات الرسوم المتحركة التي ابتكرها ماكاي وقيل أنه هو الذي كان وراء النسخة المسروقة من غيرتي والتي ظهرت سنة أو سنتين بعد الأصلي.
يعد فلم «جيرتي» هو الأفضل حفظاً من بين أفلام ماكاي - بينما الأخرى إما فُقدت أو تم استرجاع أجزاء منها فقط - وقد تم الحفاظ عليه في سجل مكتبة الكونغرس' للأفلام الوطنية في الولايات المتحدة لكونه ذات «أهمية ثقافية أو تاريخية أو جمالية».

## وصلات خارجية
- الديناصور جيرتي على موقع IMDb (الإنجليزية)
- الديناصور جيرتي على موقع الموسوعة البريطانية (الإنجليزية)
- الديناصور جيرتي على موقع ألو سيني (الفرنسية)
- الديناصور جيرتي على موقع أول موفي (الإنجليزية)
- الديناصور جيرتي على موقع فيلمافينيتي (الإسبانية)
- الديناصور جيرتي على موقع قاعدة بيانات الفيلم (الإنجليزية)
- الديناصور جيرتي على موقع ليتربوكسد (الإنجليزية)
- الديناصور جيرتي على موقع كينوبويسك (الروسية)